# Móritz Miklós
Móritz Miklós (Nagyenyed, 1932. november 7.) erdélyi magyar kohómérnök, műszaki és gazdasági szakíró.

## Életútja, munkássága
Középiskolát szülővárosában végzett (1951), kohómérnöki oklevelét a Bukaresti Műegyetemen szerezte (1955). Pályáját a bukaresti Aversa Szivattyúgépgyárban kezdte (1956-58), ez után a nagybányai Színesfémkohászati Kombinátban dolgozott (1958-63), majd a kolozsvári Tehnofrig Gépgyár mérnöke. A Tanügyi és Pedagógiai Könyvkiadó kolozsvári fiókszerkesztőségének munkatársa. Többedmagával (Csiszér Árpád, Jenei Dezső, Kovács István) részt vett az Atanasiu-Arieşanu-Peptea szerkesztette A fémmegmunkálás technológiája, szerszámai és munkagépei (1980) c. tankönyv II. részének fordításában.

## Kötete
- Öntők könyve (1980).